# アニケトゥス (ローマ教皇)
アニケトゥス（Anicetus、? - 167年4月17日?）は、ローマ教皇（在位：155年? - 167年4月17日?）。カトリック教会で聖人、伝統的に殉教者であったとされてきた。エメサ（現在のホムス）出身。記念日は4月17日。
初期の教皇たちはほとんど資料がないが、アニケトゥスの治世についてはこんな話が伝わっている。
そのころ、有名なポリュカルポスがローマを訪問し、アニケトゥスと復活祭の日付についての議論になった。というのも古代教会では、地域によって復活祭の日付が違っていたのである。たとえばポリュカルポスの属するスミルナの教会など東方地域ではユダヤ教の過越祭の伝統を引き継いでニサンの月の14日に復活祭を祝っていたが、ローマをはじめとする西方では主の復活の週の日曜日に祝っていたのである。2人はこのことについて議論したが結論は出なかった。しかし、アニケトゥスは東方における伝統を認め、教会では復活祭の日付が2通り存在する状態がしばらく続くことになる。
後に復活祭の日付はローマ式が採用されることになるが、考え方によってはアニケトゥスの時代のローマ教皇の主導性がまだまだ弱いものだったということもいえよう。彼は同時にモンタノス派を異端と宣言したことでも知られている。